# Заостровье (Приозерский район)
Заостровье (до 1947 года Рийска, фин. Riiska) — посёлок в Ларионовском сельском поселении Приозерского района Ленинградской области.

## Название
Топоним Рийска происходит, предположительно, от русского имени Гришка.
5 июня 1947 года исполком Сортанлахтинского сельсовета, опираясь на постановление общего собрания колхозников колхоза «Верный путь», принял решение присвоить деревне Рийска название посёлок Заостровье. Переименование было закреплено указом Президиума ВС РСФСР от 13 января 1949 года.

## История

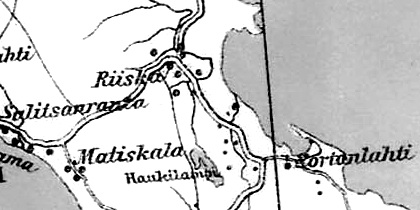
Деревня Рийска на финской карте 1923 года

До 1939 года деревня Рийска входила в состав волости Саккола Выборгской губернии Финляндской республики.
С января 1940 года — в составе Карело-Финской ССР.
С 1 июля 1941 года по 31 июля 1944 года финская оккупация.
С 1 ноября 1944 года в составе Сортанлахтинского сельсовета Кексгольмского района Ленинградской области.
С 1 октября 1948 года учитывается в составе Приладожского сельсовета Приозерского района. В ходе укрупнения хозяйства к деревне были присоединены соседние селения Аламяки, Оскори, Кивинотко и Виеремя.
С 1 февраля 1963 года — в составе Выборгского района.
С 1 января 1965 года — вновь в составе Приозерского района. В 1965 году население посёлка составляло 131 человек. 
По данным 1966 года посёлок Заостровье также входил в состав Приладожского сельсовета.
По данным 1973 и 1990 годов посёлок Заостровье входил в состав Ларионовского сельсовета.
В 1997 году в посёлке Заостровье Ларионовской волости проживали 33 человека, в 2002 году — 39 человек (русские — 95 %).
В 2007 году в посёлке Заостровье Ларионовского СП проживали 30 человек, в 2010 году — 18 человек.

## География
Посёлок расположен в восточной части района на автодороге 41К-012 (Санкт-Петербург — Запорожское — Приозерск) в месте примыкания к ней автодороги 41К-154 (Торфяное — Заостровье). 
Расстояние до административного центра поселения — 19 км.
Расстояние до ближайшей железнодорожной станции Отрадное — 17 км.
Посёлок находится на берегу Владимирского залива западной части Ладожского озера. Через посёлок протекает река Рытовка. К востоку от посёлка находится остров Коневец.

## Демография
| 2007 | 2010 | 2017 |
| ---- | ---- | ---- |
| 30   | ↘18  | ↗27  |

## Улицы
Грибная, Еловая, Заречный переулок, Лесная, Летняя, Липовая, Луговая, Медовая, Первомайская, Приладожская, Сосновая.